# Noorse Zeemanskerk (Antwerpen)

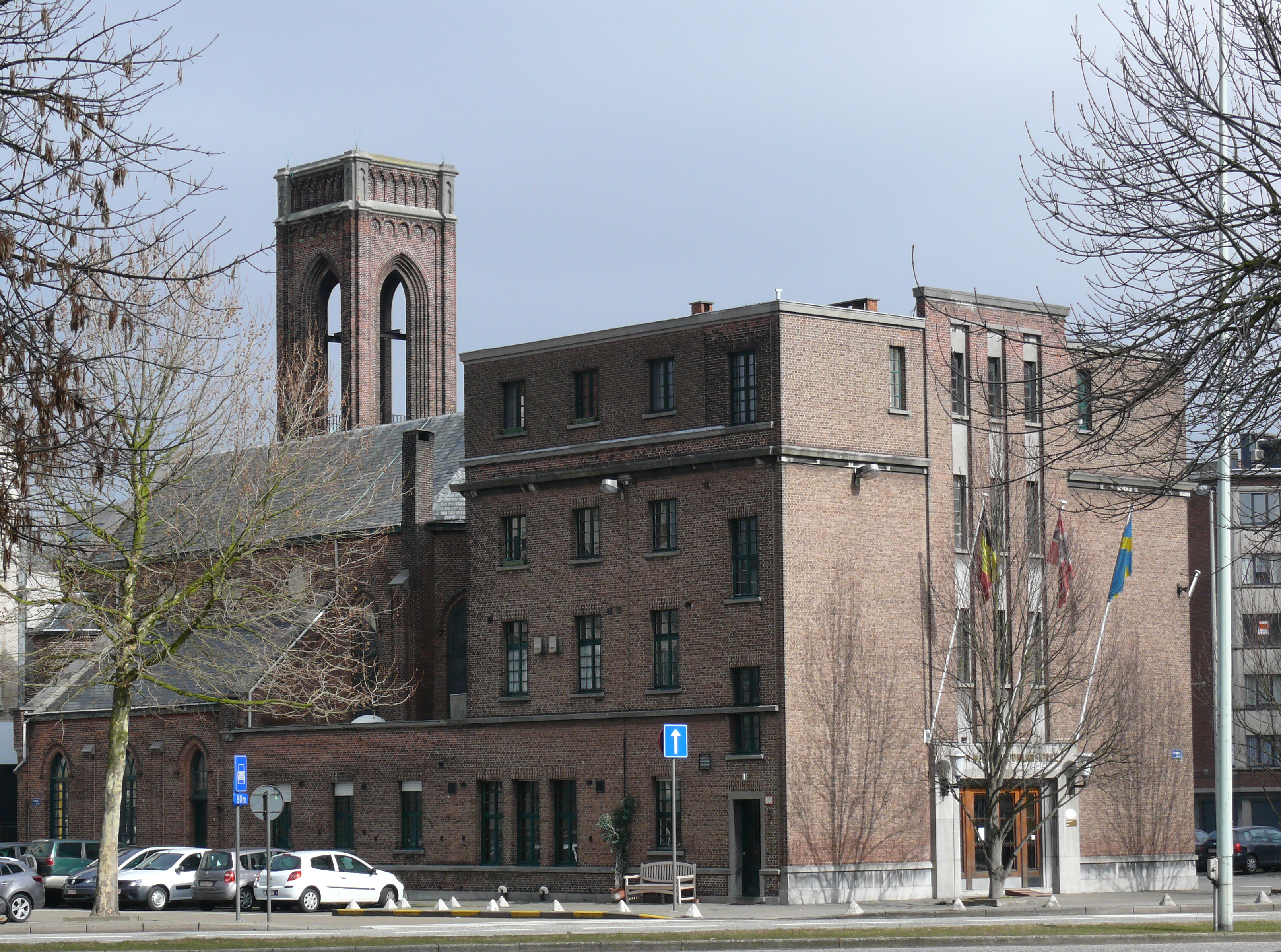

De Noorse Zeemanskerk (ook: Bethlehemskirken) is een evangelisch-luthers kerkgebouw te Antwerpen, gelegen aan de Italiëlei 8.

## Geschiedenis
Het missiewerk voor zeelieden te Antwerpen werd gesticht in 1865 door Den Norske Sjømandsmission, met als doel om de band van de zeelieden in de belangrijkste havensteden met de Noorse kerk te handhaven.
In 1869-1870 werd een neogotisch kerkgebouw opgetrokken, ontworpen door Charles Dens. Door de aanleg van de Waaslandtunnel (1931-1933) kwamen er percelen naast de kerk vrij en werd een nieuw complex gebouwd dat, naast een kerk, ook gemeenschapsruimten omvatte. Dit geschiedde in 1928-1929 naar ontwerp van Adolphe Van Coppernolle. Ook een nieuwe klokkentoren werd gebouwd.
In 1951-1952 werden nog meer gebouwen gesloopt en kwam de kerk vrij te staan, waarop het missiegebouw een nieuw gevelfront kreeg. Ook de oriëntatie van de kerk werd toen omgedraaid, waartoe tevens het interieur moest worden heringericht.

## Gebouw
De Noorse Zeemanskerk is een eenvoudige bakstenen neogotische zaalkerk. De toren is van 1928-1929 en tijdens deze campagne werd de oostelijke zijbeuk van de kerk gesloopt.
Het missiegebouw van 1928-1929 is in art-decostijl. Vooral de monumentale voorgevel toont deze stijl.